# Шкляев, Афанасий Кирович
Афанасий Кирович Шкляев (? — 1813) — российский стихотворец и переводчик XVIII века.
Воспитанник и потом учитель вятской духовной семинарии, протоиерей в городе Глазове с 1801 года. Шкляев обладал редким знанием латинских поэтов и сам писал латинские стихи с такой лёгкостью, что никогда не пользовался обычным тогда пособием «Gradus ad Parnassum…».
Был известен своей деятельностью по распространению христианства среди удмуртов и перевёл на удмуртский язык, которым владел, Евангелие от Марка.